# ラーソース

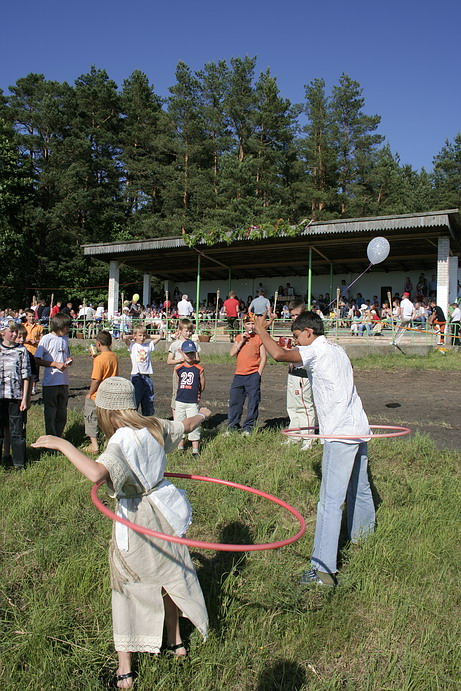
ラーソースの祝祭（Vepriai、リトアニア）

ラーソース (リトアニア語: Rasos) または聖ヨーナス祭、ヨーニネース（リトアニア語: Joninės）は、リトアニアで6月24日前後に行われる夏至祭。夏至祭はヨーロッパ全土でみられる風習だが、リトアニアでは特に活発な活動がみられる。日没までは民謡ダイナを歌って踊り、夜中には物語を語ったり、魔力があるとされるシダのつぼみを探したりする。明け方には焚火を飛び越えて夏の太陽を祝い、朝露で顔を洗う。また少女が花輪を川や池に浮かべるなどの祝祭が行われる。こうした儀式や慣習は、リトアニアのキリスト教化以前の異教文化に起源をもつ。
かつて異教時代には、リトアニア人の祖先のバルト人たちは神々に生贄をささげ、女祭司たちが祭壇で炎を焚いた。キリスト教流入後、この儀式は時期が近い聖ヨハネの日に習合し、ヨーニネース（聖ヨハネの）と呼ばれるようになった。その結果リトアニアは聖ヨハネとの関係が深まり、現在のリトアニア人にはヨーナス（Jonasu）、ヨーニェー（Jonė）、イェヌナ（Janina）など聖ヨハネからとった名前が多い。